# Makaveli Records
La Makaveli Records è stata un'etichetta discografica fondata nel giugno del 1996 da Tupac Shakur con il sostegno di Suge Knight, Michel'le e di Quincy Jones.

## Storia
L'etichetta fu fondata principalmente per diventare la nuova etichetta di distribuzione della Death Row Records dato che la Death Row non voleva più collaborare con Interscope Records (etichetta di distribuzione della Death Row) e anche per far ritornare Tupac a fare musica in modo indipendente quando il contratto con Death Row nel 1997 fosse scaduto. 

Intorno al giugno-luglio del 1996 insieme al gruppo newyorkese Boot Camp Clik registrò il doppio album One Nation (che rimase inedito) composto in 2 Parti "East" e "West" che doveva essere pubblicato nel 1997 sotto Makaveli Records anche se fu registrato negli studi della Death Row, molte tracce come First 2 Bomb o Street Fame registrate nel periodo estivo del 1996 negli studi della Death Row dopo che fosse scaduto il contratto con Death Row Tupac le avrebbe trasferite nei futuri studi della Makaveli Records per poi aggiungerle nei futuri album dell'etichetta.
Dopo la morte di Tupac il 5 novembre 1996 uscì The Don Killuminati: The 7 Day Theory sotto Death Row Records, Interscope Records e Makaveli Records che diventò uno dei dischi più controversi e amati della cultura Hip-Hop.
Nel 1997 la Makaveli Records fallì e fu sostituita dalla Amaru Entertainment (etichetta di Afeni Shakur).
Prima di morire lo stesso Tupac fondò la "Euphanasia" una fondazione e una società con la quale avrebbe voluto girare i suoi futuri film, il progetto venne associato spesso alla Makaveli Records dato che Tupac originariamente voleva chiamare "Euthanasia" l'etichetta, pure questo progetto, che già era ufficiale fu sostituito dalla "Tupac Amaru Shakur Foundation" e dal "Centre Of Arts" entrambe società fondate dalla madre dopo il 1996.
Tupac prima di morire propose a molti rapper e artisti come Will Smith, Lisa Lopes, Busta Rhymes, Mc Hammer, Faith Evans, DMX, MC Ren, Nadia Cassini, Master P e Stevie Wonder di firmare con l'etichetta ma a causa della sua morte non firmarono dato che l'etichetta stava per chiudere.

## Artisti della Makaveli Records
- Tupac Shakur
- Thug Pound
- Michel'le
- Pete Rock
- Boot Camp Clik
- Smif-N-Wessun
- Run-DMC
- Craig Mack
- Spice 1
- Rappin' 4-Tay
- Jennifer Lopez
- Naughty by Nature
- Ghostface Killah
- Raekwon
- Lil'Kim
- Big Daddy Kane
- Eric B.
- DJ Quik
- Jewel
- Val Young

## Discografia
1996
- Tupac Shakur - The Don Killuminati: The 7 Day Theory